# .sm
.sm là tên miền quốc gia cấp cao nhất (ccTLD) của San Marino.